# Stende
Stende (wymowaⓘ) (niem. Stenden) – miasto w zachodniej Łotwie w novadsie Talsi. Posiada prawa miejskie od 1991 roku.
Znajduje się tu stacja kolejowa Stende, położona na linii Windawa - Tukums.